# Christian Heinrich Rinck
Christian Heinrich Rinck (Elgersburg, 18 febbraio 1770 – Darmstadt, 7 agosto 1846) è stato un compositore e organista tedesco.

## Biografia
Fu allievo di Johann Christian Kittel (1732-1809), a sua volta allievo di Johann Sebastian Bach.
Nel 1790 divenne organista nella provinciale città di Gießen, ma, insoddisfatto di questo ruolo limitato, nel 1805 divenne organista della principale chiesa di Darmstadt.
Nel 1813 cominciò a lavorare come organista e musicista di corte per Luigi I d'Assia.
Si ritirò nel 1843.

## Opere
In tutto ci sono rimaste 129 opere.
Da segnalare è il Corso pratico di organo (orig. Praktische Orgelschule, Op. 55), apparsa a Bonn tra il 1819 e il 1821.